# Ursa Major (Schiff, 2009)
Die Ursa Major, Kyrillisch Урса Майор, war ein zuletzt unter russischer Flagge fahrendes Schwergut-RoRo-Schiff. Die Ursa Major gehörte der Firma Oboronlogistics, die mit dem Russischen Verteidigungsministerium verbundenen ist. Das Schiff sank am 23. Dezember 2024 im Mittelmeer auf einer Seeposition zwischen Spanien und Algerien etwa auf der Position 36° 36′ 15,7″ N, 0° 50′ 6,4″ W. 

## Geschichte
Der Rumpf des Spezialschiffes wurde von der Detlef Hegemann Rolandwerft in Berne zugeliefert. Es wurde 2009 auf der Peene-Werft in Wolgast für den Auftraggeber, die Reederei SCANSCOT fertiggestellt. Das Schiff lief unter dem Namen Scan Britania vom Stapel. Bereits im Jahr 2010 erfolgte eine Umbenennung in Hyundai Britania und kurz darauf 2011 in EIT Palmina. Eine weitere Namensänderung erfolgte 2017 nach russischer Beflaggung in Sparta III und letztlich 2021 in Ursa Major. Nach der russischen Invasion in der Ukraine im Jahr 2022 wurde das Schiff von den USA sanktioniert. Im September 2019 brachte das Schiff, noch als Sparta III eine Fracht von Ostasien über die Nordostpassage nach Europa. Das war 27 Prozent kürzer als die Umrundung Asiens in Richtung Süden, was die Reise um zehn Tage verkürzte. Das Schiff umging den Suezkanal mit den damit verbundenen Gebühren und der Gefahr der Piraterie in Teilen des Indischen Ozeans. Oboronlogistika behauptete, dass die Reise 300.000 Euro eingespart habe. Damals war der Nördliche Seeweg von August bis Oktober befahrbar.
Ende 2020 wurde das Schiff in der Mündung des Jenissei in der russischen Arktis im Eis eingeschlossen. Der 1979 gebaute eisbrechende Ankerschlepper Kigoriak, der gechartert worden war, um das Schiff zu begleiten, war nicht in der Lage, es aus dem Eis zu befreien. Die Firma Oboronlogistika beauftragte das FGUP Atomflot (russisch ФГУП Атомфлот), einen ihrer nuklear angetriebenen Eisbrecher, die im Obbusen operierten, umzuleiten, um beide Schiffe aus dem Eis zu geleiten. Rosatom setzte die nuklear angetriebene Waigatsch ein, um eine Fahrrinne zu brechen und die Admiral Makarov zu übergeben, um die Sparta III an die Eiskante zu schleppen, wo das Schiff, mit beschädigter Ruderanlage, an das eisverstärkte Bergungsschiff Spasatel Karev übergeben wurde, das es nach Archangelsk schleppte.

## Das Schiff
Laut Oboronlogistics war die Ursa Major das Flaggschiff seiner Flotte. Das Schiff hatte eine Gesamtlänge von 142,47 Metern und eine Gesamtbreite von 23,20 Metern. Der mittlere Tiefgang betrug 7,20 Meter. An der Backbordseite waren zwei Schwergutkräne montiert. Die Aufbauten  und die Brücke befanden sich auf dem Vorschiff, so dass das Deck frei für sperrige Ladung war und die Sicht von der Brücke nach vorn nicht behindert wurde. Als Hauptantrieb verfügte das Schiff einen mittelschnell laufenden Sechzehnzylinder-MAN-B&W-16V32/40-Dieselmotor mit 8.000 Kilowatt Leistung, entsprechend 11.000 PS, der von der STX Corporation in Lizenz in Südkorea gefertigt wurde. Gekoppelt war er mit einem Verstellpropeller. Die Ursa Major erreichte eine Höchstgeschwindigkeit von 17 Knoten.

## Untergang
Das Schiff war von Sankt Petersburg in einen syrischen Hafen unterwegs und damit Teil des sogenannten „Syria-Express“, mit dem Russland Waffen und andere Waren nach Syrien und von dort ins Schwarze Meer transportiert. Von den syrischen Stützpunkten verlegte Russland zu diesem Zeitpunkt nach dem Sturz des Assad-Regimes Material unter anderem nach Libyen. Der Eigner des Schiffes sagte dagegen, die Ursa Major sei auf dem Weg nach Wladiwostok im Fernen Osten Russlands gewesen.
Nach Angaben der russischen Nachrichtenagentur Interfax verließ die Ursa Major zwölf Tage vor ihrem Untergang den Hafen von St. Petersburg. An Bord waren zwei Hafenmobilkräne mit einem Gewicht von jeweils 380 Tonnen und zwei 45 Tonnen schwere Lukendeckel für Eisbrecher.
Auf Bildern kurz vor seinem Untergang ist zu sehen, dass das Schiff Schlagseite hatte. Vor dem Untergang des Schiffes gelang es dem größten Teil der Besatzung, das Schiff zu verlassen. Nach Angaben der spanischen Seenotrettungsagentur Salvamento Marítimo wurden 14 Menschen in einem Rettungsboot aufgefunden und sicher nach Spanien gebracht. Zwei Seeleute werden vermisst. Anschließend traf ein russisches Kriegsschiff in dem Seegebiet ein, um die Rettungsaktion zu übernehmen.
Die Reederei gab später an, sie vermute einen „Terrorangriff“ als Ursache des Untergangs. In russischen Agenturen verbreitete die Firma, Zitat: „dass am 23. Dezember ein gezielter terroristischer Angriff auf das Schiff Ursa Major verübt wurde“. Es habe drei aufeinanderfolgende Explosionen auf dem Schiff gegeben, bevor Wasser in dieses eingedrungen sei; Zitat Ende. Sie führte jedoch nicht aus, worauf sie ihren Verdacht gründet und wodurch die Explosionen ausgelöst worden sein sollen.
Russlands Ex-Präsident Dmitri Medwedew beschuldigte die Besatzung der norwegischen Oslo Carrier 3 der Reederei Bulkship Management, sie habe sich geweigert in Seenot befindliche Besatzungsmitglieder der Ursa Major an Bord zu nehmen. Laut Besatzung der Oslo Carrier 3 habe ein Rettungsboot mit 14 Besatzungsmitgliedern am Schiff festgemacht, bis ein Schiff der spanischen Küstenwache eintraf.